# Cymatophoropsis
Cymatophoropsis é um gênero de traça pertencente à família Arctiidae.